# Nunyjacha
La Nunyjacha (in russo Нуныяха?; obsoleto: Luky-Jacha) è un fiume della Russia siberiana occidentale, affluente di sinistra del Taz. Scorre nel Circondario autonomo Jamalo-Nenec.
Il fiume ha origine nella sezione settentrionale del vasto bassopiano siberiano occidentale; scorre poi in direzione mediamente nord-orientale. La lunghezza del fiume è di 126 km; il bacino è di 1 160 km². Sfocia nel Taz a 45 km dalla foce.